# 棕尾斑嘴犀鳥
，是犀鳥目犀鳥科斑嘴犀鳥屬下的一種鳥類。該物種分佈於菲律賓的一眾小島上，包含班乃島、吉馬拉斯島、內格羅斯島、馬斯巴特島及蒂考島的原生林、常綠林或龍腦香林內，是一種小型的森林犀鳥。雖然其族群數量仍未有估計，但因其低地森林的棲息地的開發速度相當嚴重，因此被列為瀕危物種。
本物種是由荷蘭博物學家彼得·博達爾特於1783年發表，並命名為。在分類上，本物種被歸於斑嘴犀鳥屬下。其屬名的建立者路德維希·賴興巴赫並未有交代其命名意義，但因他好命名時引經據典，因此被認為該詞若不是拼寫錯誤，就是以拉丁語中的（意為「幾乎、接近」）和希臘語的（意為「有冠的」）及（意為「類似的」）所組合而成的詞。:296種小名指的是菲律賓班乃島，即為其模式產地。:291

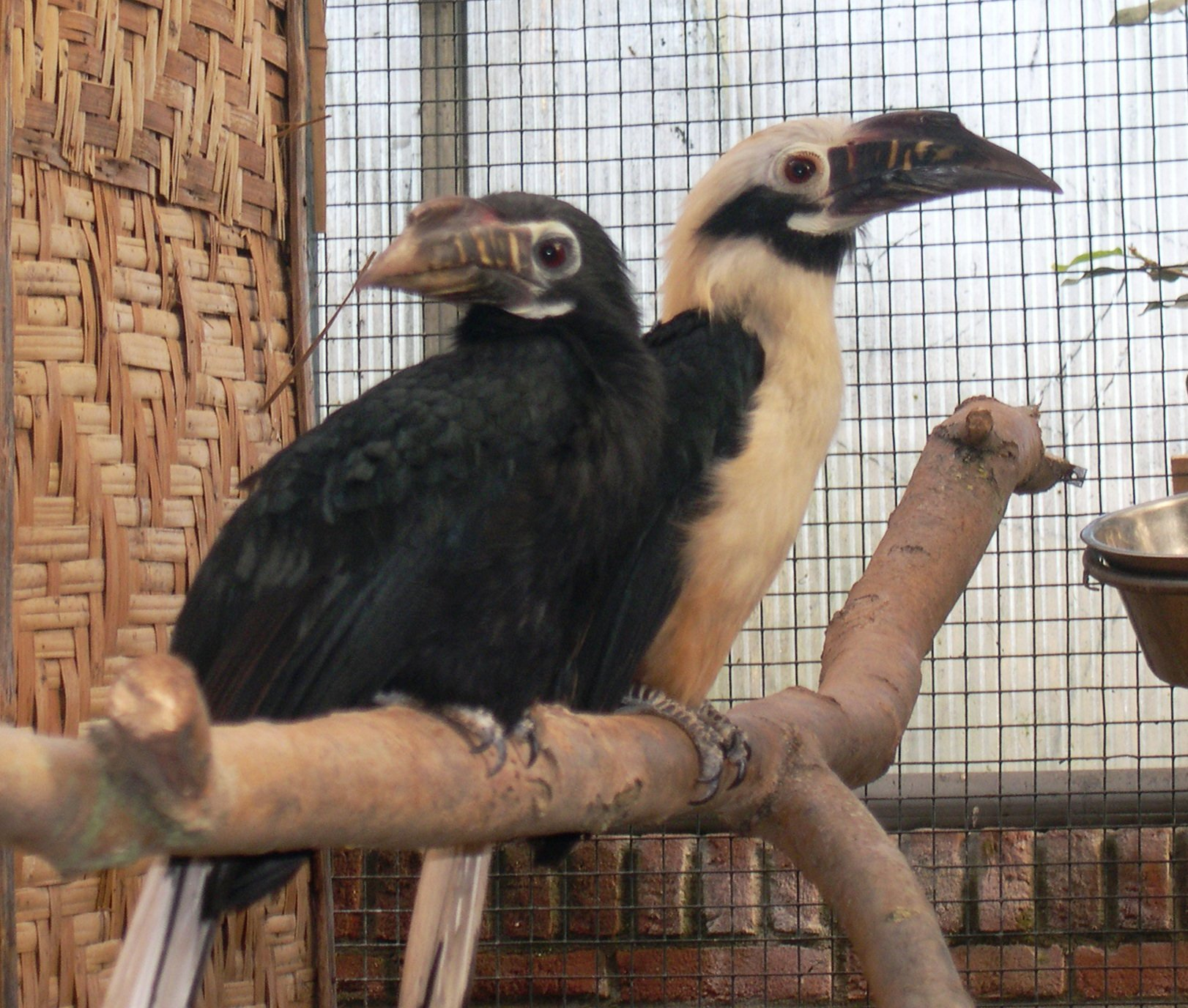
一對配對的合照，靠前者為雌鳥

指名亞種的雄鳥身體呈以黑白色調為主，尾羽白色或淡紅色帶黑色尖端；鳥喙呈黑紅色，下喙有紅及黃色的褶皺。雌鳥體型較小，全身除了尾巴、眼周和喉部的皮膚為淡藍色之外，皆為黑色。幼鳥與則相應性別的成鳥相似，但鳥喙較小並呈褐色。亞種體型較大，尾部是較深的紅褐色調。
這種鳥類主要為植食性，主要以水果為食，並包含一些昆蟲如甲蟲、飛蟻或者是蚯蚓。在3—4月繁殖期時，通常採成對或2—3隻的小群體繁殖（少數情況下超過8隻），每次產2—3枚卵，而雄鳥所帶回的食物約有14%是動物，一個巢穴週期約為95天。其體長45公分，體重平均約470.5公克，鳥喙寬平均約28.6公釐、深平均約42.7公釐、嘴峰長平均約101.6公釐；翼長平均約257.3公釐；跗蹠約46.0公釐；尾長約235.8公釐。
受到環境被開發和被狩獵的影響，棕尾斑嘴犀鳥的亞種被認為可能已經絕滅，而指名亞種的情況也不容樂觀，已經自某些島嶼上消失。因此被《國際自然保護聯盟瀕危物種紅色名錄》列為瀕危物種。

## 外部連結
- 维基共享资源上的相關多媒體資源：棕尾斑嘴犀鳥
- 維基物種上的相關：棕尾斑嘴犀鳥
- Xeno-canto上棕尾斑嘴犀鳥的叫聲 （页面存档备份，存于）